# تریپورا
یکی از ایالتهای کشور هندوستان می‌باشد که در شمال شرقی هند و در منطقه آسام واقع گردیده‌است.
پایتخت و بزرگترین شهر این ایالت شهر زیبای اگرتلا می‌باشد.

## تقسیمات کشوری
این ایالت، خود به چهار بخش تقسیم شده‌است.

## جمعیت
این ایالت در حدود ۳ میلیون و ۲۰۰ هزار نفر جمعیت دارد.

## مساحت
این ایالت حدود ده هزار و پانصد کیلومتر مربع وسعت دارد.